# Panchika

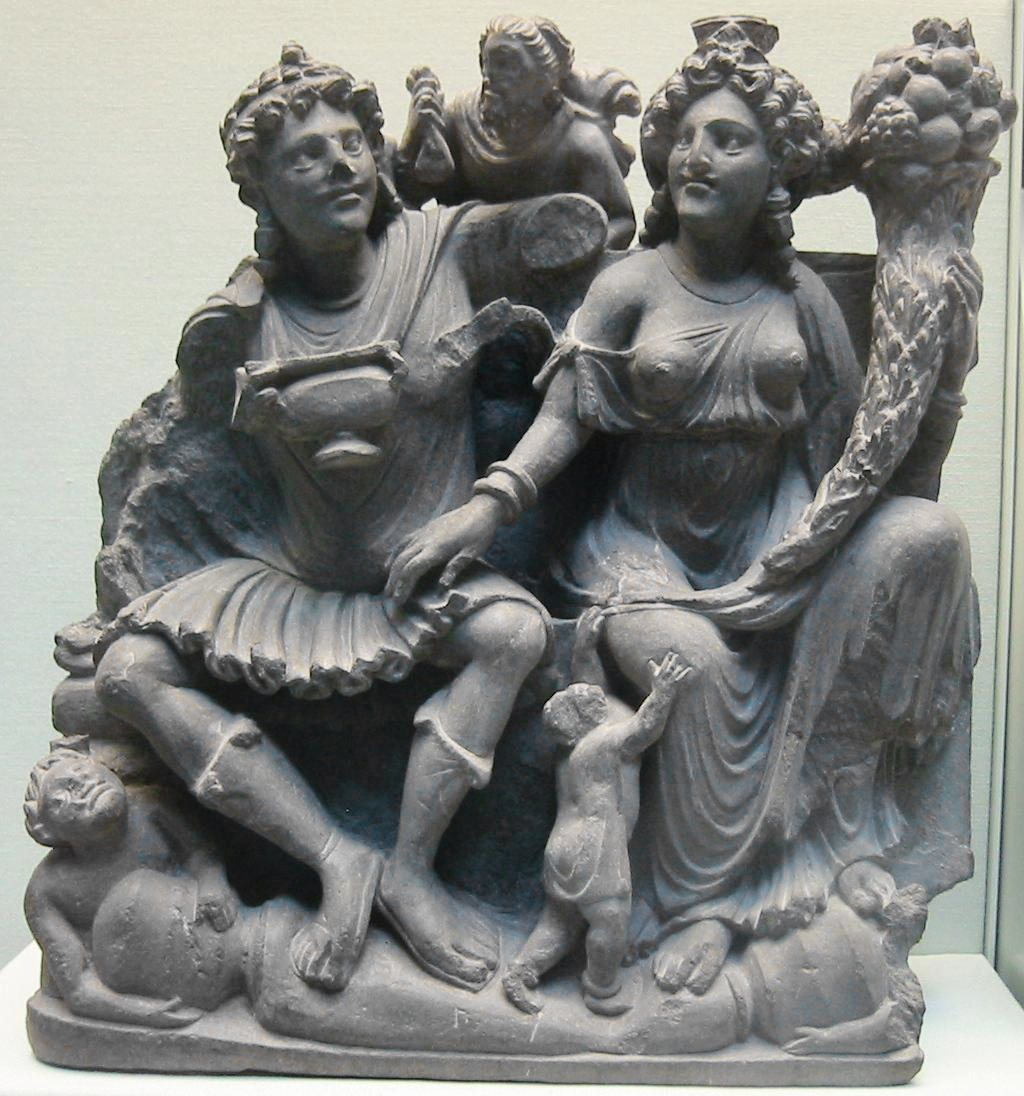
Skulptur des Panchika und der Hariri aus Gandhara

Panchika (Sanskrit पाञ्चिक pāñcika, chinesisch 般闍迦) ist in der Mythologie des Buddhismus einer der Generale der Yakshas, die den Kriegsgott Vaisravana begleiten. 
Er ist der Gemahl der Göttin Hariti und wird häufig mit ihr in Werken der graeco-buddhistischen Kunst in Gandhara dargestellt. Hier erscheint er als Lanze tragender Krieger, dessen Typus hellenistischen Darstellungen des Herakles entlehnt ist. Da Statuen des Paares häufig am Klostereingängen angebracht wurden, übernahm er die Funktion eines Dvarapala („Torwächter“). Durch seine Verbindung mit Hariri war er zudem ein Gott des Reichtums, weshalb seine Darstellungen auch mit Vaisravana oder dem Schutzgott Mahakala identifiziert wurden.
In der Kuschana-Zeit und dem damit verbundenen Austausch mit Persien vermischte sich Panchika mit den zoroastrischen Göttern Mithra und Pharro.